# Grossmann Marcell
Grossmann Marcell (Marcel Grossmann) (Budapest, 1878. április 9. – Zürich, 1936. szeptember 7.) matematikus, az Eidgenössische Technische Hochschule (Zürich) tanára. A leíró geometria volt a szakterülete. Albert Einstein barátja és osztálytársa volt. Grossmann hangsúlyozta Einstein számára a Riemann-geometria fontosságát, mely szükséges lépés volt az általános relativitáselmélet kidolgozásához.

## Életpályája
Zsidó származású volt, édesapja Grossmann Gyula családja eredetileg Elzászból származott, de ő már Svájcból került Budapestre, ahol 1870-ben gyárat alapított, mint résztulajdonos. Édesanyja Katharina Henriette Lichtenhahn és volt egy bátyja is. A mezőgazdasági gépeket gyártó gyáruk a mostani Lehel tér közelében működött.
Marcell Budapesten született és a Berzsenyi Gimnáziumba járt középiskolába. A Grossmann család 1893-ban visszaköltözött Svájcba. Itt 1896-ban Grossmann, Einstein és Einstein későbbi felesége Marity egyszerre kezdték meg tanulmányaikat az Eidgenössische Technische Hochschule-n, Zürichben. 1901-ben Grossmann a szakdolgozatán dolgozott Wilhelm Fiedlernél.
1912-ben mikor Einstein a Zürichi Egyetemre került, felvetette Grossmannak, hogy valamilyen koordináta-rendszertől független „abszolút kalkulusra” van szüksége. Grossmann tájékoztatta, hogy az készen van, ez a Riemann-geometria. 1913-ban közös cikket írtak Einsteinnel az általános relativitáselméletről. Ezután Einsteinnek még David Hilbert 1915-ös görbülettel kapcsolatos munkájára volt szüksége elméletének 1916-os kiteljesítéséhez.

## Emlékezete
Tiszteletére a relativisták 1975 óta háromévente Marcel Grossmann találkozókat szerveznek. A matematikusok kiemelkedő tudományos munkásságának elismeréseként Marcel Grossmann-díjat is alapítottak.

## Cikkei
- A. Einstein és M. Grossmann. Entwurf einer verallgemeinerten Relativitätstheorie und einer Theorie der Gravitation. Zeitschrift fur Mathematik und Physik, 62:225, 1913.
- A. Einstein és M. Grossmann. Kovarianzeigenschaften der Feldgleichungen der auf die verallgemeinerte Relativitätstheorie gegründeten Gravitationstheorie. Zeitschrift fur Mathematik und Physik, 63:215-225, 1914.